# Heterotoma merioptera
Heterotoma merioptera är en insektsart som först beskrevs av Giovanni Antonio Scopoli 1763.  Heterotoma merioptera ingår i släktet Heterotoma och familjen ängsskinnbaggar. Inga underarter finns listade i Catalogue of Life.